# Ürbachwasser
Das Ürbachwasser, auch Urbach oder Urbachwasser auf älteren Landkarten, ist ein etwa 19 Kilometer langer Fluss im Berner Oberland, der am südlichen Dorfrand von Innertkirchen von links in die Aare mündet. Der Fluss fliesst vollständig auf dem Gemeindegebiet von Innertkirchen.

## Geographie

### Verlauf
Der grösste Quellfluss des Ürbachwassers ist der Gummenbach, der sich aus verschiedenen Quellbächen sowie Gletscherabflüssen speist. Diese sammeln sich unterhalb des Gauligletschers im Gaulisee auf 2140 m ü. M. Der Gummenbach überwindet etwas über 200 Höhenmeter in nordöstlicher Richtung und mündet in den Mattenalpsee auf einer Höhe von 1873 m ü. M. Das Wasser des Stausees wird von den Kraftwerken Oberhasli (KWO) für die Stromerzeugung verwendet. Ein sechs Kilometer langer Stollen führt vom Mattenalpsee in das Aaretal, wo das Wasser ins Wasserschloss Handeckfluh eingeleitet wird und von den Maschinenhäusern in Innertkirchen genutzt wird.
Der natürliche Abfluss aus dem Mattenalpsee wird Ürbachwasser genannt und fliesst zunächst in nordwestlicher Richtung weiter ins Tal. Auf einer Höhe von 1330 m ü. M. fliesst von links der Tobegger, der unter dem Ränfengletscher beginnt, und kurz darauf der Wyssenbach auf 1285 m ü. M. zu. Nun fliesst der Fluss durch das Urbachtal gegen Norden, wobei ihm von den Bergen einige weitere Bäche zufliessen. Auf 830 m ü. M. erreicht das Ürbachwasser  die Ürbachsallmend und fliesst nun wieder in nordöstlicher Richtung, wo es sich beim Talausgang etwa 100 Höhenmeter eingegraben hat. Vor dem Talausgang wird bei Pfengli ein Teil des Wassers gefasst und dem Kraftwerk Innertkirchen 3 zugeleitet, das zu den KWO gehört. Im Tal mündet das Ürbachwasser bei Innertkirchen in die Aare.

### Einzugsgebiet
Das Einzugsgebiet des Ürbachwassers hat eine Grösse von beinahe 70 km². Der höchste Punkt im Tal erreicht eine Höhe von 3639 m ü. M.
Das Gebiet ist nur wenig besiedelt. Auf einer Geländeterrasse am Talausgang liegt der Weiler Understock; im flachen Talboden befinden sich das Ürbachvorsess und das Mürvorsess; weiter im Tal oben liegen an den steilen Berghängen mehrere kleine Alpgebiete.

### Zuflüsse
- Chammlibach (links)
- Fruttbächli (rechts)
- Inders Bockbächli (rechts)
- Üssers Bockbächli (rechts)
- Träjenbach (links)
- Mattengraben (rechts)
- Chielouwenen (rechts)
- Hundlouwigraben (rechts)
- Beesen Graben (rechts)
- Gallouwigraben (rechts)
- Inder Schwarzenbach (links)
- Üsser Schwarzenbach  (links)
- Üsser Schwarzengraben (links)
- Tobeger(graben) (links)
- Hundlouwi (rechts)
- Wyssenbach (links)
- Obri Schmallouwi (rechts)
- Enzenbach (links)
- Undri Schmallouwi (rechts)
- Geissbalmer(graben) (links)
- Zwischbächli (links)
- Girmschlibach (links)
- Schneealpbach (rechts)
- Girmschligraben (links)
- Garsplattibach (links)
- Inderi Hopflouwi (rechts)
- Steinbach (links)
- Schwarzenollenbach 3 (links)
- Schwarzenollenbach 1 (links)
- Stossbächli (links)
- Lindibächli (links)
- Teiflouwi (links)
- Schellibach (links)
- Urbachquellen (rechts)
- Ürbachwasser (links)

## Brücken

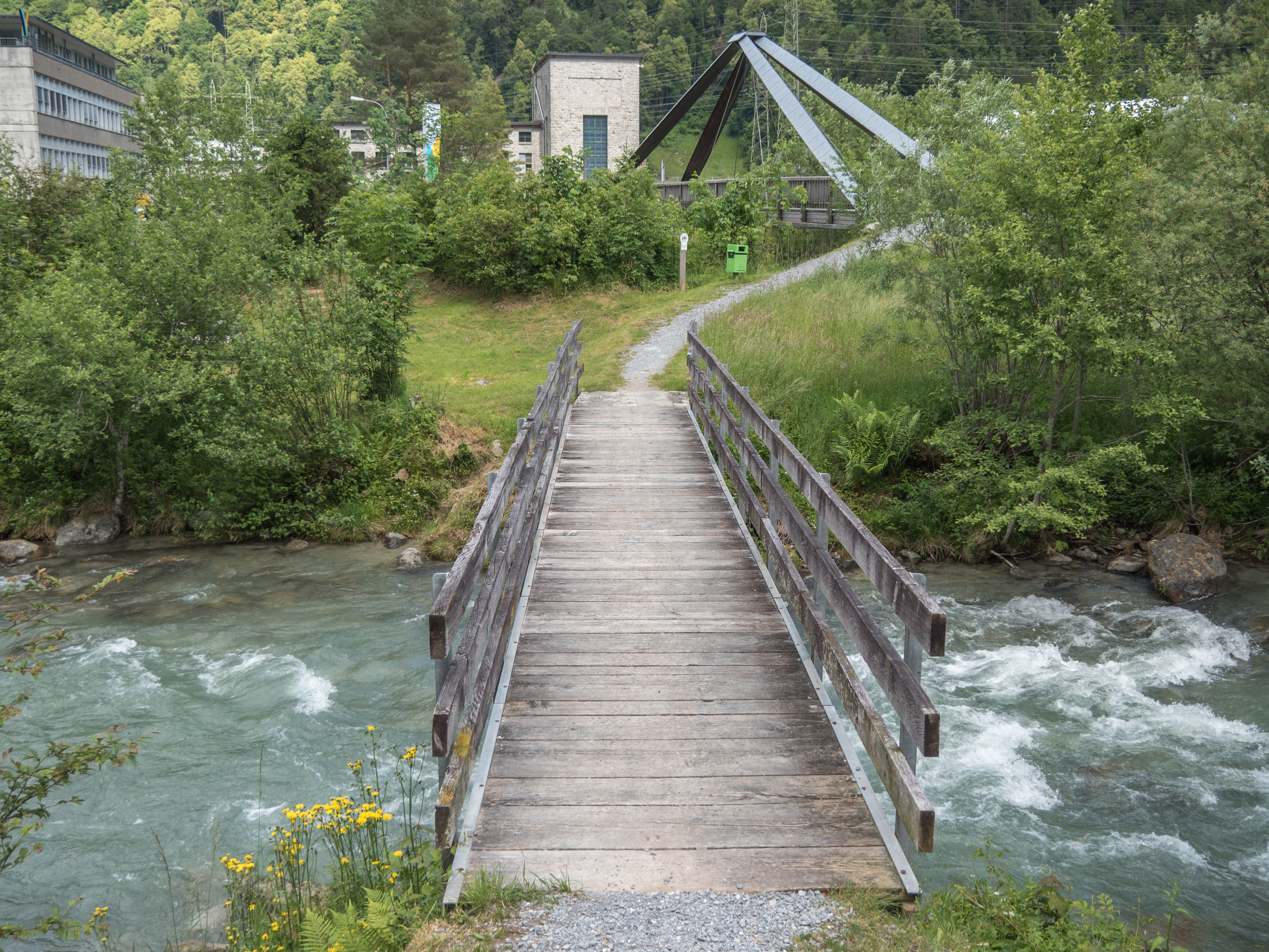
Fussgängersteg nahe der Mündung in die Aare
(im Hintergrund sind die Pylone einer Aare-Hängebrücke ersichtlich)

Neben zwei Strassenbrücken bei Pfengli und Underürbach wird das Ürbachwasser im wenig besiedelten Gebiet nur noch von sechs kleineren Stegen überquert.